# 国島芳明
国島 芳明（國島 芳明、くにしま みちひろ、1950年〈昭和25年〉1月15日 - ）は、日本の政治家。勲等は旭日小綬章。元岐阜県高山市長（3期）。

## 来歴・人物
岐阜県高山市西町出身。高山市立南小学校、高山市立松倉中学校、岐阜県立斐太高等学校卒業。1973年（昭和48年）3月、愛知大学法経学部法学科卒業。同年4月、高山市役所に入庁。
2008年4月、高山市副市長に就任。
2010年の高山市長選で、市長の退職金廃止、副市長を2人から1人に削減、斎場建設の着手、JR高山駅西側の総合交流センター計画の見直しなどを公約に掲げ、前市長が推した対立候補を破って初当選した。
2022年5月28日、同年8月に予定されている市長選挙に「持つべき集中力や胆力といった資質を次の4年間も持ち続けられないと判断した」として立候補しない意向を表明した。
趣味は音楽鑑賞、絵画鑑賞、ウォーキング。尊敬する人物は両親とジョン・F・ケネディ。好きな言葉は「すべてに感謝」である。
2022年9月3日、任期満了に伴い高山市長を退任。
2025年（令和7年）春の叙勲で旭日小綬章を受章した。

## 政策
- 市民が主人公の新しい高山市のまちづくりを進める基礎として、情報公開日本一[4]を目指した行政情報や会議の公開に取り組んでいる。
- 経済対策として、市内だけで流通する総額20億円のプレミアム付き商品券を発行する（完売）[4]とともに、緊急景気対策として公共事業の補正対応を行っている。
- 地域経済対策として、飛騨地域をはじめとする隣県市町村との広域的な連携取り組みを強化し、海外誘客を進める海外戦略を重点的目標に掲げるとともに、市内で生産される産品を販売するルート開拓についても積極的に取り組むことを標榜している。
- 「4年で1700万円の退職金はおかしい」とし、受け取らない事を表明している[4]。

## 職歴
- 1973年（昭和48年）- 4月、高山市役所入庁。
- 1999年（平成11年）- 4月、高山市教育委員会事務局文化課長（芸術、文化振興、文化財保護を所管）。
- 2000年（平成12年）- 4月、　同　企画管理部企画課長（市政の企画運営に関与）。
- 2003年（平成15年）- 4月、　同　企画管理部長。
- 2006年（平成18年）- 4月、　同　地域振興担当理事を兼務。
- 2008年（平成20年）- 3月、高山市役所を退職。
  - 4月、高山市副市長に就任。
- 2010年（平成22年）- 3月、高山市副市長を退職。
  - 8月29日、高山市長選挙当選。

※当日有権者数：75,195人 最終投票率：70.35%（前回比：pts）
| 候補者名 | 年齢 | 所属党派 | 新旧別 | 得票数   | 得票率 | 推薦・支持 |
| -------- | ---- | -------- | ------ | -------- | ------ | ---------- |
| 國島芳明 | 60   | 無所属   | 新     | 26,134票 | 49.9%  |            |
| 荒井信一 | 60   | 無所属   | 新     | 17,891票 | 34.1%  |            |
| 中田清介 | 62   | 無所属   | 新     | 8,388票  | 16.0%  |            |

- 2014年（平成26年）8月31日、高山市長選挙再選（無投票）。
- 2018年（平成30年）8月26日、高山市長選挙3選。

※当日有権者数：73,605人 最終投票率：61.94%（前回比：pts）
| 候補者名 | 年齢 | 所属党派 | 新旧別 | 得票数   | 得票率 | 推薦・支持 |
| -------- | ---- | -------- | ------ | -------- | ------ | ---------- |
| 國島芳明 | 68   | 無所属   | 新     | 25,866票 | 57.2%  |            |
| 益田大輔 | 43   | 無所属   | 新     | 19,361票 | 42.8%  |            |

### 動画
- 「日本を見たけりゃ高山市へおいで」

### メディア
- グローカルインタビュー 日経新聞
- トップインタビュー 時事通信 - ウェイバックマシン（2014年2月2日アーカイブ分）